# Шемелино
Шемелино — деревня в Юргамышском районе Курганской области. Входит в состав Кислянского сельсовета.

## История
До 1917 года в составе Кислянской волости Челябинского уезда Оренбургской губернии. По данным на 1926 год состояла из 83 хозяйств. В административном отношении входила в состав Шемелинского сельсовета Юргамышского района Курганского округа Уральской области.

## Население
| 1989 | 2002 | 2010 |
| ---- | ---- | ---- |
| 214  | ↘201 | ↘190 |

По данным переписи 1926 года в деревне проживало 409 человек (189 мужчин и 220 женщин), в том числе: русские составляли 100 % населения.